# Павильон № 71 «Атомная энергия» на ВДНХ
Павильон «Атомная энергия» — 71-й павильон ВДНХ, построенный в 1952—1954 годах для экспозиции «РСФСР». В 1959—1963 годах носил название «Промышленность РСФСР».

## История
Проект павильона РСФСР на ВСХВ, представленный на конкурс молодыми архитекторами Рубеном Бегунцем и Сергеем Никулиным, завоевал первое место. Павильон был построен в 1952—1954 годах по этому проекту коллективом московской архитектурной мастерской ГПИ «Горстройпроект». Предполагалось разместить в нём экспозицию Центрального Черноземья, но в итоге решение было изменено в пользу экспозиции «РСФСР». Павильон построен в стиле сталинского ампира, его центральный фасад украшен портиком из шести коринфских колонн и завершён скульптурной композицией из герба РСФСР по центру (впоследствии заменён гербом СССР) и рогов изобилия по краям. Внутри лоджии портика вогнутую полукруглую стену украшает фреска «Народы России построили социализм» (художники Оксана Павленко и Б. Ф. Уитц). На росписи изображены торжествующие люди разных профессий и национальностей, населяющих РСФСР, а также некоторые узнаваемые сооружения, расположенные в республике (к примеру, шлюзы Волго-Донского канала, здание МГУ). В центре композиции люди держат знамёна и портрет Ленина, на котором изначально также присутствовало изображение Сталина, впоследствии закрашенное при развенчании культа личности (в таком виде фреска сохранилась до наших дней). К боковым фасадам павильона пристроены декоративные ротонды, над которыми расположены скульптуры тракториста и колхозницы (авторы — Павел Бондаренко, П. В. Кениг). Фризы здания украшены лепниной с узорами на сельскохозяйственную тематику. Внутри павильон разделён на шесть залов под шесть разделов экспозиции. Вводный зал по периметру украшен полуколоннами, между которыми расположены 14 панно на тему коллективизации и индустриализации работы Григория Опрышко.
Первоначально в павильоне размещалась экспозиция, посвящённая народному хозяйству РСФСР в разных его отраслях. При этом отдельный павильон для самой большой республики Советского Союза появился только при послевоенной реконструкции выставки, тогда как на довоенной выставке его не было, а были только павильоны, посвящённые отдельным макрорегионам и автономным советским республикам, входящим в состав РСФСР. В 1959 году профиль экспозиции сузился, и она стала называться «Промышленность РСФСР». А в 1963 году тематика была полностью изменена, и в павильоне разместилась экспозиция «Атомная энергия». В ней были размещены стенды на тему ядерной энергетики, а также модели техники, используемой в отрасли «мирного атома», в том числе макеты атомных реакторов и ядерных установок. В частности, на примере макетов демонстрировались принципы работы атомных электростанций и атомных ледоколов.

## Современное состояние
18 декабря 2018 года в павильоне №71 открылся Дворец госуслуг. Он стал 130-м центром госуслуг в столице и первым, где можно зарегистрировать право собственности на объекты недвижимости, расположенные по всей России.
Во Дворце госуслуг оборудована двухуровневая зона получения услуг с 20 окнами приёма, где установлены терминалы для безналичной оплаты госпошлины непосредственно во время приёма, работают дополнительные сервисы ксерокопии и фотографии, открыто кафе с местом для отдыха и уголком обмена книгами. В помещении есть просторный двухэтажный детский уголок с кинотеатром, комнатой матери и ребёнка.
Современный конференц-зал в павильоне является площадкой для лекций, встреч с жителями и приёмов делегаций. В стенах Дворца проходят самые масштабные события городского уровня. Часть павильона отведена под Учебный центр, где сотрудники центров “Мои Документы” знакомятся с основами предоставления государственных услуг и клиентоориентированному сервису. 
Время ожидания получения услуги не превышает 15 минут. Посетителей, которые ожидают приёма более этого времени бесплатно угощают кофе. Во всех центрах обеспечен единый набор сопутствующих услуг и дружелюбных сервисов. В каждом центре есть возможность сделать копию документа, фото, оплатить пошлину, распечатать документы с флешки, попить кофе или перекусить. 
Оформить необходимые документы во Дворце госуслуг на ВДНХ горожане могут в любое удобное время  без перерывов и выходных с 10:00 до 22:00.